# 上川口駅
上川口駅（かみかわぐちえき）は、京都府福知山市字上小田にある、西日本旅客鉄道（JR西日本）山陰本線の駅である。

## 歴史
- 1911年（明治44年）10月25日：鉄道院播但線支線福知山駅 - 和田山駅開通時に開設[1]、客貨取扱開始[1]。
- 1912年（明治45年）3月1日：線路名称改定。播但線福知山駅 - 和田山駅 - 香住駅間が山陰本線に編入され、当駅もその所属となる。
- 1963年（昭和38年）3月1日：貨物取扱廃止[1]。
- 1970年（昭和45年）12月15日：荷物扱い廃止[2]、無人駅化[3]。
- 1987年（昭和62年）4月1日：国鉄分割民営化に伴い、西日本旅客鉄道（JR西日本）の駅となる[1]。
- 2012年（平成24年）2月14日：この日限りで自動券売機撤去。

## 駅構造
単式ホーム1面1線と島式ホーム1面2線、計2面3線を有する待避・列車交換可能な地上駅。駅舎は単式1番ホーム側にあり、島式2・3番ホームへは跨線橋で連絡している。1番のりば上に男女共用汲取り式トイレがある。
福知山駅管理の無人駅。待合室内に自動券売機が設置されていたが、2012年2月14日に撤去された。（食券販売機タイプのもので発券された乗車券は自動改札機に対応していなかった）。

### のりば
| のりば | 路線     | 方向 | 行先                   |
| ------ | -------- | ---- | ---------------------- |
| 1      | 山陰本線 | 上り | 福知山・京都・大阪方面 |
| 2・3   | 山陰本線 | 下り | 和田山・豊岡方面       |

- 1番のりばが上り本線、2番のりばが下り本線、3番のりばが上下副本線となっている。
- 2007年10月現在、当駅での特急待避は無いが、昼間時の下り普通列車2本が3番のりばに停車している。なお、3番のりばからは上り列車も発車可能であるが、定期列車にはその設定が無い。

## 利用状況
2023年度の1日当たりの利用者数は72人。1日平均乗車人員は以下の通り。
| 年度   | 1日平均乗車人員 |
| ------ | --------------- |
| 1999年 | 134             |
| 2000年 | 134             |
| 2001年 | 118             |
| 2002年 | 104             |
| 2003年 | 99              |
| 2004年 | 90              |
| 2005年 | 96              |
| 2006年 | 93              |
| 2007年 | 90              |
| 2008年 | 88              |
| 2009年 | 77              |
| 2010年 | 74              |
| 2011年 | 71              |
| 2012年 | 63              |
| 2013年 | 60              |
| 2014年 | 44              |
| 2015年 | 41              |
| 2016年 | 45              |
| 2020年 | 52              |

## 駅周辺
- 立原郵便局（ゆうちょ銀行ATM併設）
- 国道9号
- 姫髪山
- 長安寺

### バス路線
- 京都交通 夜久野線「上川口」停留所
  - 福知山駅前 行
  - 下夜久野駅前 行
- 福知山市内自主運行バス 三岳バス「上川口」停留所
  - 福知山駅・市役所前 行
  - 上佐々木 行

## 隣の駅
西日本旅客鉄道（JR西日本）
 山陰本線
福知山駅 - 上川口駅 - 下夜久野駅